# Johann Sigmund Sultzberger
Johann Sigmund Sultzberger (* 7. Oktober 1657 in Suhl, Grafschaft Henneberg; † 16. Dezember 1691 in Salzungen) war ein deutscher Jurist.

## Leben und Wirken
Er wae Sohn der Suhler Amtmanns Johann Siegmundt Sultzberger. Er studierte Rechtswissenschaften an der Universität Leipzig und wurde 1683 an der Universität Erfurt zum Dr. jur. promoviert. Danach war er bis zu einem Tod als Jurist in Salzungen tätig. Zu seinen Taufpaten zählte Carl Christian Förster. 1687 wurde er zum Salzgrafen gewählt.
Die Leichenpredigt auf ihn von Johann Paul Trier erschien unter dem Titel Die unvergleichliche Liebe Gottes/ Aus Jerem. XXXI. Vers. 3. Ich habe dich je und je geliebet/ darum [et]c. : Bey Christ-gewöhnlicher Beerdigung/ Des ... Herrn Johann Sigmund Sultzbergers I.U.Lic. ... In der Stadt-Kirche zu S. Simplicii in Saltzungen Domin. IV. Advent. 1691, War der 20. Decembr. In einer Kurtzen Leich-Sermon Einfältig vorgetragen/ Und nun/ Auf Begehren/ zum Druck verfertiget in Meiningen in Druck. Er hinterließ zwei Söhne.